# Kanton Crest-Nord
Kanton Crest-Nord (fr. Canton de Crest-Nord) je francouzský kanton v departementu Drôme v regionu Rhône-Alpes. Skládá se z 15 obcí.

## Obce kantonu
- Allex
- Aouste-sur-Sye
- Beaufort-sur-Gervanne
- Cobonne
- Crest (severní část)
- Eurre
- Gigors-et-Lozeron
- Mirabel-et-Blacons
- Montclar-sur-Gervanne
- Montoison
- Omblèze
- Ourches
- Plan-de-Baix
- Suze
- Vaunaveys-la-Rochette